# Донецка област
Донецка област (на украински: Донецька область) е една от 24-те области на Украйна. Площ 26 517 km² (11-о място по големина в Украйна, 4,39% от нейната площ). Население на 1 февруари 2015 г. 4 288 258 души (1-во място по население в Украйна, 10,11% от нейното население). Административен център град Донецк. Разстояние от Киев до Донецк 871 km.

## Историческа справка
Първите градове на днешната територия на Донецка област са признати за такива в края на 18 в.: Мариупол (1779 г., от 1948 до 1989 г. носи името Жданов), Бахмут (1783 г., селището е основано през 17 век, от 1924 до 2016 Артьомовск) и Славянск (1794 г. основано под името Тор през 1676 г.). През 1917 г. за град под името Донецк е признато селището Юзовка, основано през 1870 г. (от 1924 до 1961 г. носи името Сталино). По време на съветския период 46 селища са признати за градове: 1920-те години – 2 селища; 1930-те – 20; 1950-те – 11; 1960-те – 11; 1970-те – 1; 1980-те – 1 селище. Най-новите градове на Донецка област са Свитлодарск и Николаевка признати съответно през 1992 г. и 2003 г., след разпадането на СССР и образуването на независима Украйна.
Донецка област е образувана с постановление на Президиума на ЦИК на СССР на 17 юли 1932 г. от части от Днепропетровски и Харковска област под името Сталинска област. На 3 юни 1938 г. от състава на Сталинска област е отделена Ворошиловградска област (от 1958 до 1970 г. и от 1990 г. Луганска област). През ноември 1961 г. на град Сталино е възстановено старото име Донец, а Сталинска област е преименувана на Донецка област.

## Географска характеристика
Донецка област е разположена в югоизточната част на Украйна. На югозапад граничи със Запорожка област, на запад – с Днепропетровска област, на северозапад – с Харковска област, на североизток и изток – с Луганска област, на югоизток – с Русия, а на юг се мие от водите на Азовско море. В тези си граници заема площ от 26 517 km² (11-о място по големина в Украйна, 4,39% от нейната площ).
Релефът на областта е предимно равнинно-хълмист, силно разчленен от сухи оврази и дерета, с преобладаващи височини от 100 до 200 m. Североизточната ѝ част се заема от Донецкото възвишение с максимална височина 336 m (48°21′08″ с. ш. 38°27′03″ и. д. / 48.352222° с. ш. 38.450833° и. д.), издигаща се в района на град Дебалцево, в крайната източна част на областта. В южната част на областта е разположено Приазовското възвишение, което постепенно се понижава на юг към Азовско море и завършва на брега му с откос, висок до 20 m.
Донецка област разполага с богати залежи на висококачествени въглища (главно антрацитни и коксуващи се), находищата на които съставляват част от големия Донецки въглищен басейн. Има също големи промишлени запаси от каменна сол (Бахмутско находище), флюсови и строителни варовици, мергели, огнеупорни глини, живак (Никитовско находище) и др.
Климатът е умерено континентален. Средната януарска температура варира от -7,8 °C на север до -5,4 °C на юг, а средната юлска съответно от 20,8 °C до 22,8 °C. Годишната сума на валежите се изменя от 450 mm на юг до 500 mm в пределите на Донецкото възвишение. През пролетта често явление са суховеите и прашните бури. Продължителността на вегетационния период (минимална денонощна температура 5 °C) е около 210 денонощия.
Територията на Донецка област попада в три водосборни басейна. Северната част се заема от водосборния басейн на река Северски Донец (десен приток на Дон), която преминава през нея с участък от средното си течение и притоците си Казьонний Торец, Бахмут, Луган и др. Западната част попада във водосборния басейн на река Самара (ляв приток на Днепър) и нейният ляв приток Волча. Централна и южната част на областта влиза във водосборната област на Азовско море, в което директно се вливат реките Калмиус, Грузки Еланчик, Миус и др. През лятото множество от по-малките реки пресъхват. За обезпечаване на населението и промишлеността с вода са изградени редица предимно малки водохранилища и каналите Северски Донец-Донбас и Днепър-Донбас.
В областта преобладават мало- и среднохумусните черноземни почви, които са много плодородни, а по крайбрежието на Азовско море се простира тясна полоса заета от слабо оподзолени черноземни почви и солонци. Цялата ѝ територия попада в степната зона и голяма част от нея представляват обработваеми земи. Участъци с естествена степна растителност са се съхранили само в защитените местности, на места се срещат (главно в Донецкото възвишение) редки гори и дъбрави, а покрай река Северски Донец – борови гори. Животинският свят е беден и е представен от гризачи, зайци, лисици и др. и няколко вида птици.

## Население
На 1 февруари 2015 г. населението на Донецка област е наброявало 4 288 258 души (10,11% от населението на Украйна). Гъстота 162,49 души/km². Градско население 90,84%. Етнически състав: украинци 56,87%, руснаци 38,22%, гърци 1,6%, беларуси 0,92%, татари 0,4%, арменци 0,33%, евреи 0,18% и др.

## Административно-териториално деление
В административно-териториално отношение Донецка област се дели на 28 областни градски окръга, 18 административни района, 52 града, в т.ч. 28 града с областно подчинение и 24 града с районно подчинение, 131 селища от градски тип и 21 градски района, в градовете Донецк (9), Макеевка (5), Мариупол (4) и Горловка (3).
| Административна единица | Площ (km²) | Население (2017 г.) | Административен център | Население (2017 г.) | Разстояние до Донецк (в km) | Други градове и сгт с районно подчинение |
| ----------------------- | ---------- | ------------------- | ---------------------- | ------------------- | --------------------------- | --- |
| Областен градски окръг  |            |                     |                        |                     |                             | |
| Авдиивка (2)            | 29         | 33 921              | гр. Авдиивка           | 33 921              | 10                          | |
| Бахмут (3)              | 42         | 75 800              | гр. Бахмут             | 75 158              | 81                          | гр. Соледар, Красная Гора |
| Горловка (5)            | 422        | 271 096             | гр. Горловка           | 250 890             | 50                          | Голмовски, Зайцево, Пантелеймоновка |
| Дебалцево (6)           | 24         | 86 281              | гр. Дебалцево          | 25 184              | 81                          | Мироновски |
| Доброполе (9)           | 14         | 61 575              | гр. Доброполе          | 30 186              | 94                          | гр. Белицкое, гр. Белозерское, Водянское, Новодонецкое |
| Докучаевск (10)         | 12         | 23 445              | гр. Докучаевск         | 23 445              | 27                          | |
| Донецк (1)              | 385        | 948 427             | гр. Донецк             | 913 323             | -                           | гр. Моспино, Горбачово-Михайловка, Ларино |
| Дружковка (11)          | 46         | 67 897              | гр. Дружковка          | 58 397              | 81                          | Алексеево-Дружковка, Новогригоровка, Новониколаевка, Райское |
| Енакиево (12)           | 39         | 107 587             | гр. Енакиево           | 79 670              | 50                          | гр. Бунге, Дружное, Карло-Марксово, Корсун |
| Ждановка (13)           | 2          | 12 237              | гр. Ждановка           | 12 237              | 17                          | Олховка |
| Кировское (14)          | 70         | 27 896              | гр. Кировское          | 27 896              | 37                          | |
| Константиновка (15)     | 66         | 72 888              | гр. Константиновка     | 72 888              | 72                          | |
| Краматорск (16)         | 124        | 216 162             | гр. Краматорск         | 153 911             | 102                         | Александровка, Беленкое, Камишеваха, Красноторка, Малотарановка, Софиевка, Шабелковка, Ясная Поляна, Ясногорка                                                                                           |
| Лиман (17)              | 18         | 23 278              | гр. Лиман              | 22 315              | 138                         | |
| Макеевка (19)           | 181        | 432 830             | гр. Макеевка           | 383 969             | 12                          | Великое Орехово, Високое, Вугляр, Грузко-Зорянское, Грузко-Ломовка, Гуселское, Землянки, Колосниково, Красни Октябър, Криничная, Лесное, Маяк, Межевое, Нижная Кринка, Пролетарское, Свердлово, Ясиновка |
| Мариупол (20)           | 244        | 470 968             | гр. Мариупол           | 449 498             | 114                         | Сартана, Стари Крим, Талаковка |
| Мирноград (8)           | 21         | 50 360              | гр. Мирноград          | 50 360              | 63                          | |
| Новогродовка (21)       | 6          | 14 931              | гр. Новогродовка       | 14 931              | 57                          | |
| Покровск (18)           | 30         | 76 518              | гр. Покровск           | 62 981              | 66                          | гр. Родинское, Шевченко |
| Селидово (22)           | 11         | 53 274              | гр. Селидово           | 23 793              | 51                          | гр. Горняк, гр. Украинск, Вишневое, Камишевка, Кураховка, Острое, Цукурино |
| Славянск (23)           | 60         | 134 213             | гр. Славянск           | 114 437             | 114                         | гр. Святогорск |
| Снежное (24)            | 39         | 69 205              | гр. Снежное            | 47 457              | 85                          | Андреевка, Бражино, Горняцкое, Залесное, Лиманчук, Никифорово, Первомайски, Первомайское, Победа, Северное                                                                                               |
| Торецк (7)              | 23         | 86 281              | гр. Торецк             | 34 378              | 53                          | гр. Зализное, Курдюмовка, Нелеповка, Новгородское, Петровка, Пивденное, Пивничное, Шчербиновка |
| Угледар (4)             | 1          | 15 267              | гр. Угледар            | 15 267              | 54                          | |
| Харцизк (26)            | 18         | 102 054             | гр. Харцизк            | 58 040              | 25                          | гр. Зугрес, гр. Иловайск, Войково, Горное, Зуевка, Николаевка, Покровка, Троицко-Харцизк, Шахтное, Широкое                                                                                               |
| Чистяково (25)          | 44         | 78 825              | гр. Чистяково          | 55 924              | 76                          | Пелагеевка, Рассипное |
| Шахтьорск (27)          | 42         | 59 419              | гр. Шахтьорск          | 59 219              | 55                          | Контарное, Московское, Сердитое, Стожковское |
| Ясиноватая (28)         | 14         | 35 303              | гр. Ясиноватая         | 35 303              | 20                          | |
| Административен район   |            |                     |                        |                     |                             | |
| Александровски (l)      | 1010       | 19 470              | сгт Александровка      | 3593                | 128                         | |
| Амвросиевски (a)        | 1455       | 45 421              | гр. Амвросиевка        | 18 501              | 74                          | Войковски, Кутейниково, Новоамвросиевское |
| Бахмутски (b)           | 1860       | 44 531              | гр. Бахмут             |                     | 81                          | гр. Северск, гр. Светлодарск, гр. Углегорск гр. Часов Яр, Александровское, Булавинское, Луганское, Оленовка, Олховатка, Прибрежное                                                                       |
| Великоновоселковски (c) | 1900       | 41 141              | сгт Великая Новоселка  | 5956                | 90                          | |
| Волновахски (d)         | 2549       | 83 686              | гр. Волноваха          | 22 988              | 55                          | Андреевка, Благодатное, Владимировка, Графское, Донское, Мирное, Новотроицкое, Оленовка, Олгинка |
| Доброполски (f)         | 949        | 16 495              | гр. Доброполе          |                     | 94                          | Святогоровка |
| Константиновски (g)     | 1173       | 19 102              | гр. Константиновка     |                     | 72                          | |
| Лимански (i)            | 1018       | 21 813              | гр. Лиман              |                     | 138                         | Дробишево, Заречное, Новоселовка, Ямпол, Яровая |
| Мангушки (m)            | 795        | 27 216              | сгт Мангуш             | 8007                | 131                         | Ялта |
| Марински (j)            | 1350       | 84 132              | гр. Маринка            | 9775                | 28                          | гр. Красногоровка, гр. Курахово, Александровка, Илинка, Старомихайловка |
| Николски (e)            | 1221       | 29 252              | сгт Николское          | 8993                | 132                         | |
| Новоазовски (k)         | 819        | 35 670              | гр. Новоазовск         | 11 635              | 117                         | Седово |
| Покровски (h)           | 1316       | 31 860              | гр. Покровск           |                     | 66                          | Гродовка, Новоикономическое, Удачное |
| Славянски (n)           | 1273       | 34 052              | гр. Славянск           |                     | 114                         | гр. Николаевка, Андреевка, Билбасовка, Донецкое, Райгородок, Черкаское |
| Старобешевски (o)       | 1282       | 50 537              | сгт Старобешево        | 6205                | 37                          | гр. Комсомолское, Нови Свет |
| Телмановски (p)         | 813        | 14 728              | сгт Телманово          | 4461                | 78                          | |
| Шахтьорски (q)          | 1194       | 19 692              | гр. Шахтьорск          |                     | 55                          | |
| Ясиноватски (r)         | 809        | 27 753              | гр. Ясиноватая         |                     | 20                          | Верхнеторецкое, Желанное, Керамик, Очеретино |

Забележка: Цифрите в скобите след името на градския окръг отговарят на червените цифри от Картата за административно-териториалното деление на Донецка област, а латинските букви след името на района – на черните латински букви в Картата...